# Капеллуто, Лоран
Лоран Капеллуто (фр. Laurent Capelluto; род. 16 марта 1971, Киншаса, Заир) — бельгийский актёр. Лауреат (2014) и неоднократный номинант бельгийской национальной кинопремии «Магритт».

## Биография
Лоран Капеллуто родился 16 марта 1971 в Заире (сейчас Демократическая Республика Конго) в семье итальянцев; вырос в Брюсселе. Там же изучал медицину и учился в инженерной школе, прежде чем перейти к обучению драматическому искусству в Брюссельской королевской консерватории в классе Пьера Лароша. Актёрскую карьеру Капеллуто начал на сцене Национального театра Бельгии, а затем вошёл в труппу театра «Infini Théâtre», где работает на постоянной основе.
В кино Лоран Капеллуто дебютировал в 1999 году, снявшись с тех пор почти в 50-ти кино-, телефильмах и сериалах. За роль во французском фильме Арно Деплешена «Рождественская сказка» был номинирован на кинопремию «Сезар» в 2009 году как самый перспективный молодой актёр, начав кинокарьеру в французском кино. В 2011 году Капеллуто впервые был номинирован на получение бельгийской национальной кинопремии «Магритт» как «лучший актер второго плана» за работу в фильме «Агент 117: Миссия в Рио». В 2014-м Капеллуто получил награду в этой категории за роль в фильме «Время приключений».
В 2015 году Лоран Капеллуто снимался во французском триллере «Справедливость или хаос», за роль в котором получил четвертую номинацию за «лучшую роль второго плана» на премии «Магритт» в 2016 году.